# Caleta Adie
La caleta Adie es una ensenada ubicada en la costa este de la península Antártica.
Cubierta de hielo, forma parte de la barrera de hielo Larsen. Tiene 40 km de largo en dirección noroeste-sureste, y se encuentra al este de la península Ameghino/Churchill y al oeste de la punta Veier.

## Historia y toponimia
Fue cartografiada por el British Antarctic Survey (BAS) y fotografiado desde el aire por la Expedición de Investigación Antártica Ronne durante 1947. Fue nombrado por el BAS en homenaje a Raymond John Adie (1925-2006), geólogo sudafricano que formó parte de dicha expedición. En publicaciones argentinas ha aparecido el nombre de caleta Feijoo.

## Reclamaciones territoriales
Argentina incluye a la caleta en el departamento Antártida Argentina dentro de la provincia de Tierra del Fuego, Antártida e Islas del Atlántico Sur; para Chile forma parte de la comuna Antártica de la provincia Antártica Chilena dentro de la Región de Magallanes y de la Antártica Chilena; y para el Reino Unido integra el Territorio Antártico Británico. Las tres reclamaciones están sujetas a las disposiciones del Tratado Antártico.
Nomenclatura de los países reclamantes: 
- Argentina: caleta Adie[4][5]
- Chile: ensenada Adie[6]
- Reino Unido: Adie Inlet[3]